# Salthouse
Salthouse est un village et une paroisse civile du Norfolk, en Angleterre.

## Démographie
Au recensement de 2011, la paroisse civile de Salthouse comptait 201 habitants.